# Oophaga vicentei
Oophaga vicentei is een kikker uit de familie van de pijlgifkikkers (Dendrobatidae). Deze soort is endemisch in Panama.

## Verspreiding
Oophaga vicentei komt voor in de centrale provincies Coclé en Veraguas van Panama. De soort leeft in regenwouden in het Caribische laagland van zeeniveau tot op 900 meter hoogte.

## Kenmerken
Oophaga vicentei is een kleine gifkikker van ongeveer 19 tot 21 millimeter lang. Het kleurpatroon van de huid is variabel. Oophaga vicentei is een boombewonende de kikker. De soort legt zijn eieren in kleine poeltjes in bromelia's en epifyten. De ouders verplaatsen op hun rug kikkervisjes naar geschikte waterpoeltjes om zich te ontwikkelen. De vrouwtjes leggen onbevruchte eieren om de kikkervisjes te voeden.

## Bedreigingen
De schimmelinfectieziekte chytridiomycose en vangst voor de huisdierhandel vormen de voornaamste bedreigingen voor Oophaga vicentei. In het El Valle Amphibian Conservation Center is een succesvol fokprogramma opgezet voor de soort.